# Rho Andromedae
Rho Andromedae (Rho And, ρ Andromedae, ρ And), som är stjärnans Bayerbeteckning, är belägen i mitten av stjärnbilden Andromeda. Den har en skenbar magnitud på ungefär +5,19. Enligt Bortle Dark-Sky Scale kan den ses med blotta ögat från mörka platser utan ljusföroreningar. Baserat på parallaxmätningar befinner den sig på ett avstånd av ca 158 ljusår (48 parsek) från solen. 

## Egenskaper
Rho Andromedae är placerad i spektralklass F5 III, vilket innebär att den ligger i jättestadiet  av sin utveckling. Några källor listar emellertid en klassificering av F5 IV, som tyder på att den fortfarande kan vara i underjättestadiet. Interferometrimätningar anger vinkeldiametern hos denna stjärna till 0,626 mas, som vid dess uppskattade avstånd motsvarar en fysisk radie på omkring 3,3 gånger solens radie. Stjärnans yttre skikt avger strålning till rymden, som är omkring 20 gånger solens utstrålning, vid en effektiv temperatur av 6 471 K, vilket ger den gulvita färg som karakteriserar en stjärna av typ F. Den är ungefär 1,3 miljarder år gammal.
Emission av röntgenstrålning från Rho Andromedae upptäcktes under EXOSAT-uppdraget.